# Niewiarów
Niewiarów – wieś w Polsce położona w województwie małopolskim, w powiecie wielickim, w gminie Gdów.
Miejscowość leży w pobliżu drogi wojewódzkiej 967.
W latach 1975–1998 miejscowość administracyjnie należała do województwa krakowskiego.
| SIMC    | Nazwa     | Rodzaj    |
| ------- | --------- | --------- |
| 0318363 | Bydlówka  | część wsi |
| 0318370 | Poczekana | część wsi |
| 0318386 | Zielona   | część wsi |